# Škoda T-15
Škoda T-15 – prototypowy niemiecki czołg lekki opracowany w latach 1940–1942 w zakładach Škody.
Pojazd powstał w odpowiedzi na zamówienie na czołg rozpoznawczy złożone we wrześniu 1939 roku przez Zarządu Uzbrojenia Wehrmachtu. Polecenie opracowania czołgu, poza Škodą, otrzymały także ČKD oraz MAN. Wszystkie trzy przedsiębiorstwa przedstawiły gotowe prototypy w 1942 roku. Pojazdem zaprezentowanym przez ČKD był PzKpfw 38(t) neue Ausführung (n.A.) a przez MAN – VK 1303.
W wyniku przeprowadzonych testów, rozpoczętych 27 czerwca 1942 roku zadecydowano o przyjęciu na uzbrojenie czołgu VK 1303, który otrzymał oznaczenie PzKpfw II Ausf. L (Luchs) Sd.Kfz. 123. Zamówionych zostało też 15 egzemplarzy czołgu opracowanego przez ČKD. Nie podjęto produkcji seryjnej pojazdu Škoda T-15.